# أويا (نظام ألعاب)
أويا (بالإنجليزية: Ouya)‏ ‏ (/ˈuːjə/ OO-yə)‏ هي وحدة تحكم مكروية تَعمل على نظام تشغيل أندرويد، وقد تم تطويرها من قبل شِركة أويا. في 2012 قامتَ جولي أرمان بتأسيس هذا المَشروع بالاستعانة بفريق من المُهندسين وطلب العَون من المُصمم إيف بيهار لِمساعدتها في تصميم المَشروع وَموفى غاديالي للعمل كنائب رئيس لإدارة المُنتج، وقد تم تَمويل تنمية المَشروع بواسطة شركة كيك ستارتر الأمريكية.